# Neobisium bernardi franzi
Neobisium bernardi franzi es una subespecie de arácnido  del orden Pseudoscorpionida de la familia Neobisiidae.

## Distribución geográfica
Se encuentra en Portugal y  en España.